# Нефритовий келих для вина (Індія)
Нефритовий келих для вина (Індія) (англ. Wine cup of Shah Jahan) — віртуозний зразок камнерізного мистецтва 17 ст., келих, котрий належав шаху Джахану.

## Опис твору
Плаский шмат білого непрозорого нефриту був перетворений на келих для вина невідомим майстром або в місті Агра, або в Делі. Був використаний силует-форма східного огірка бо гарбуза. Водночас сама форма збагачена різними елементами. Ніжку створює розкрита квітка лотоса, сам келих облямований листям. а його ручку створює голівка гірського козла. Незважаючи на еклектичність використаних елементів, витвір справляє враження досконалості і функціональності.
подібний твір міг виникнути при дворі Моголів, де вітали впливи різних культур — Персії, Китаю, навіть Західної Європи. Відомо, що при дворі шаха Джахана, володаря нефритового келиха, серед радників були єзуїти.
Келих датований 1067 роком ісламського календаря та 31 року правління хаша Джахана, що відповідає 1657 року календаря Західної Європи.

## Побутування твору (провенанс)
У 19 ст. володарем нефритового келиха був англійський полковник Чарль з Сітон Гатрі, він міг придбати келих у період після повстання в Індії проти колонізаторів у 1857 році. Зафіксовано, що двічі келих продавали на аукціоні Крісті. 1962 року нефритовий келих придбали для музею декоративно-ужиткового мистецтва Вікторії й Альберта.